# Forrude
En forrude eller frontrude er en rude på et køretøj, hvis formål er at hindre fartvind men alligevel tillade fremadrettet udsyn. Forruden kan være limet hele vejen rundt, eller være fastgjort til karrosseriet med en gummiliste. På biler med limede ruder indgår disse oftest i karrosseriets selvbærende konstruktion. Forruder er af to slags ikke hærdede glas. På biler fra før årgang 1967 kan forruden være af hærdet glas med den ulempe, at den ved en skade går i flere tusind små stykker. Hærdet glas er dog stadigvæk godkendt til bag- og sideruder, også på nye biler. På biler fra 1967 og frem skal forruden være af lamelglas bestående af to glas med en kraftig plasticfilm imellem. Lamelglas er mere sikkert, da det stadigvæk vil hænge sammen også efter knusning eller kollision. Forruden kan enten være klar eller tonet med eller uden en mørkere tonet øverste del. Tonede ruder er mest almindelige i dag. F.eks. findes der til Volvo V70 årgang 2009 otte forskellige forruder. Da forruden er en vigtig sikkerhedsdetalje, skal den opfylde nogle af myndighederne fastsatte krav og være forsynet med et godkendelsesmærke, som normalt findes i et af de nederste hjørner. Mærket viser også fabrikantens varemærke, et kodenummer samt fabrikantens navn og fremstillingslandet. På fabriksmonterede forruder findes også bilmærkets logo, men ingen bilfabrik producerer selv forruder.

## Udstyr
Forruder kan i dag være udstyret med antenne, varmetråde,  regnsensor, lyssensor, fugtsensor. Forruder produceres også med nødbremse kamera, vej assistent, radar, nightvision, fartpilot, head up display samt lyddæmpning, solbeskyttelse og varmedæmpning.

### Antenne i forruden
En forrude kan være udstyret med en antenne indbygget i forruden. Antennen er en metaltråd mellem forrudens to stykker glas som er tilsluttet et stik som typisk er gemt væk i loftbeklædning eller bilens A-stolpebeklædninger. Nogle bagruder og sideruder er også forsynet med bilens antenne.
Placering af antennen er som regel langs A-stolperne eller midt på forruden fra toppen og ned, og mindre skjult bag bakspejlet.

### Varmetråde i forruden
Varmetråde i bilers bilruder er udbredt og findes som udgangspunkt på alle moderne biler. En del varebilers bagruder kan være uden varmetråde.
Varmetråde er metaltråde forbundet til bilens ledningsnet og aktiveres enten på en knap i bilens instrumentering eller via en temperaturføler, som sørger for at varmetrådene varmer forruden op når bilens temperatur er under eks 4 grader indenfor.
Varmetrådene i forruden benyttes til at smelte is på ydersiden men også til at fjerne dug fra indersiden af bilens forrude. Bemærk dog ved manual aktivering af varmetråde, at påførsel af varme på en kold rude med stenslag kan få stenslaget til at løbe og resultere i en revne i stedet.
Varmetråde i forruden kan var områdespecifikt enten omkring forrudens sensorområde eller ved området omkring vinduesvisker parkeringen som på billedet til højre.

### Kamera i forruder
Af sikkerhedsgrunde og komfort, produceres flere og flere biler med et, eller flere kamera i forruden. Der findes flere typer af kamera
- Vej assistent
- Skiltegenkendelse
- Nødbremseassistent
- Night vision

### Størrelse og Dybde
Reparation af revner og stenslag kan udføres inden for lovens rammer, så længe bilen kan synes med det reparerede stenslag eller revne. Loven varierer fra land til land. Revner ruden ud til kanten, så kan den ikke repareres. Fly ruder er designet så dybden af skader i glasset ikke kompromitterer sikkerheden. På bilruder har man to lag glas, og det er ofte det yderste lag glas, der skades af opkørte sten på vejbanen. Er bilruden skadet i begge lag, så kan stenslaget eller revnen ikke udbedres, og ruden skal altså skiftes.

### Type
Circular, Bullseye, revner, flig og stjerneformet skader kan alle repareres uden at skulle skifte forruden ud til en ny forrude.      

### Placering
Nogle skader er meget svære at reparere eller kan ikke repareres:
- På indersiden af forruden
- Skader over sensorer, kamera eller andet forrudeudstyr
- Komplekse flergrenet revner
- Revner med længde over 40-50cm
- Forurenet stenslag og revner
- Revner som når rudens kant
- Stenslag større end en 2-krone

Reparation af en skadet forrude sker ved at fylde lim i det skadet område via en af to metoder:
1. Vakuum
2. Tryk

Et lufttæt kop-værktøj placeres over det skadet område og med en pumpe oprettes der et Vakuum under koppen. med en injektor pumpe tilføres der lim i det skadede område, resin bliver suget ud i skaden. En UV lampe benyttes til at fremskynde hærdningen. Det skadede område vil have genvundet sin styrke og udsynet vil ikke, være reduceret med mere end 5-10%   
Reparation via tryk er som ovenstående blot uden Vakuumpumpen. Chancen for at skaden udvikler sig så ruden skal skiftes, er væsentligt større ved tryk-metoden end ved Vakuum-metoden.

## Eksterne links
- Se Wiktionarys definition på ordet forrude

- Wikimedia Commons har flere filer relateret til Forrude